# Ничего себе поездочка (серия фильмов)
«Ничего себе поездочка» (англ. Joy Ride) — американская медиафраншиза, состоящая из трёх роуд-муви триллеров с элементами ужасов, созданных Дж. Дж. Абрамсом и Клэем Тарвером.
В центре сюжета каждого фильма находится маньяк-дальнобойщик по прозвищу Ржавый гвоздь — он убивает и пытает всех, кто неуважительно относится к нему и окружающим. В каждом фильме на пути у маньяка встают различные группы людей.

## Фильмы
| Фильм                                   | Дата выхода    | Режиссёр        | Сценарист                                    | Продюсер                 |
| --------------------------------------- | -------------- | --------------- | -------------------------------------------- | ------------------------ |
| Ничего себе поездочка                   | 5 октября 2001 | Джон Дал        | Клэй Тэрвер, Дж. Дж. Абрамс                  | Крис Мур, Дж. Дж. Абрамс |
| Ничего себе поездочка 2: Смерть впереди | 7 октября 2008 | Луи Морно       | Джеймс Роберт Джонсон, Беннетт Йеллин        | Конн Долфин              |
| Ничего себе поездочка 3                 | 17 июня 2014   | Деклан О’Брайен | Деклан О’Брайен, Клэй Тэрвер, Дж. Дж. Абрамс | Ким Тодд, Арнон Милчен   |

### «Ничего себе поездочка» (2001)
Трое молодых людей отправляются в небольшую поездку на машине. По пути они решают повеселиться и разыгрывают ничего не подозревающего дальнобойщика. Вскоре на близлежащей дороге находят труп бизнесмена с вырванной челюстью. Друзья даже представить не могли, что это убийство — лишь начало кошмара, инициаторами которого стали они сами. 

### «Ничего себе поездочка 2: Смерть впереди» (2008)
Молодые люди Бобби и Мелисса едут в Лас-Вегас, но по пути у них ломается машина. Они решают одолжить грузовик у неизвестного водителя. Однако вскоре за ними начинает следовать таинственный мужчина, а с каждым его появлением неподалёку начинают происходить новые убийства. Герои не представляют, что машина, которую они забрали, принадлежит маньяку Ржавому гвоздю, и он не потерпит такого хамского отношения к себе.

### «Ничего себе поездочка 3» (2014)
Команда гонщиков спешит на очень важное соревнование. Понимая, что по главной дороге они не успеют вовремя, они решают срезать путь через заброшенную дорогу, которая почти не патрулируется полицией. Но спортсмены не подозревают, что они непреднамеренно вторглись во владения маньяка Ржавого гвоздя, который не собирается отпускать их просто так.

## Персонажи
| Ржавый гвоздь   | Мэттью Кимбро Тед Левайн (голос) | Марк Гиббон  | Кен Керзингер    |
| Льюис Томас     | Пол Уокер                        |              |                  |
| Фуллер Томас    | Стив Зан                         |              |                  |
| Венна Уилкокс   | Лили Собески                     |              |                  |
| Шарлотта Доусон | Джессика Боуман                  |              |                  |
| Мелисса         |                                  | Никки Эйкокс |                  |
| Бобби           |                                  | Ник Зано     |                  |
| Кайла           |                                  | Лора Джордан |                  |
| Ник             |                                  | Кайл Шмид    |                  |
| Джордан Уэллс   |                                  |              | Джесс Хатч       |
| Джуел Маккол    |                                  |              | Кирстен Праут    |
| Микки Коул      |                                  |              | Бен Холлингсворт |
| Алиша Розадо    |                                  |              | Лила Саваста     |
| Остин Мур       |                                  |              | Джанпаоло Венута |
| Бобби Кроу      |                                  |              | Джейк Мэнли      |

## Кассовые сборы
| Фильм                                   | Премьера       | Кассовые сборы | Кассовые сборы | Кассовые сборы | Бюджет      | Прим. |
| Фильм                                   | Премьера       | США            | За рубежом     | Мировые        | Бюджет      | Прим. |
| --------------------------------------- | -------------- | -------------- | -------------- | -------------- | ----------- | ----- |
| Ничего себе поездочка                   | 5 октября 2001 | $21 974 919    | $14 667 919    | $36 642 838    | $23 000 000 | [ 1 ] |
| Ничего себе поездочка 2: Смерть впереди | 7 октября 2008 | $5 025 687     | -              | $5 025 687     | $5 000 000  | [ 2 ] |
| Ничего себе поездочка 3                 | 17 июня 2014   | $1 278 723     | -              | $1 278 723     | $2 000 000  | [ 3 ] |
| Общие                                   | Общие          | $28 279 329    | $14 667 919    | $42 947 248    | $30 000 000 | —     |

## Критика
| Фильм                                   | Rotten Tomatoes     | IMDb                  |
| --------------------------------------- | ------------------- | --------------------- |
| Ничего себе поездочка                   | 74 % (116 рецензий) | 6.6 (78 000 рецензий) |
| Ничего себе поездочка 2: Смерть впереди | — (1 рецензия)      | 5.1 (9 500 рецензий)  |
| Ничего себе поездочка 3                 | — (4 рецензии)      | 4.7 (5 400 рецензий)  |